# 오가사와라 나가타카 (1761년)
오가사와라 나가타카(일본어: 小笠原長堯, 1761년 ~ 1812년 6월 11일)는 일본 에도 시대의 다이묘로, 다나구라번의 2대 번주이다. 오가사와라 가 다다토모 계 제8대 당주.
어릴적 이름은 이와마루(岩丸)이며, 통칭 쓰하치로(津八郎)이다. 관위는 종5위하, 사도노카미이다.
다나구라 번의 초대 번주 오가사와라 나가유키의 맏아들로 태어났다. 나가유키가 1776년에 사망하자 가문을 계승하여 2대 번주가 되었다. 덴메이 대기근 시기를 거치면서도 거의 피해를 입지 않는 발군의 정치수완을 보여주었고, 막부로부터 실력을 인정받아 1790년에 소자반으로 임명되어 간세이 개혁에 참여했다. 1798년 음력 1월, 아사카와에서 발생한 잇키를 번 병력을 움직여 진압하였다. 1812년 음력 3월 24일, 아들 나가마사에게 번주직을 물려주고 은퇴하였으나, 얼마 지나지 않아 음력 5월 3일에 52세의 나이로 사망하였다.
| 전임 오가사와라 나가유키 | 제2대 다나구라번 번주 (오가사와라 가문) 1776년 ~ 1812년 | 후임 오가사와라 나가마사 |